# Puebla del Prior
Pour les articles homonymes, voir Puebla (homonymie).
Puebla del Prior est une commune espagnole située dans la province de Badajoz en Estrémadure.

## Festivités
- Fête de Nuestra Señora de Botós (vierge patronne de la commune), le week-end succédant la semaine sainte.

## Personnalités liées à la commune
- Miguel Ángel Perera, torero, né en 1983 à Puebla del Prior.